# Le Refuge
Ne doit pas être confondu avec Le Refuge Genève.
Pour les articles homonymes, voir Le Refuge (homonymie).
Le Refuge est une fondation française visant à soutenir les jeunes LGBT victimes de discrimination, en particulier ceux exclus par leur famille, en leur offrant un hébergement d'urgence ainsi qu'un accompagnement social, médical, psychologique et juridique. Les actions du Refuge s'étendent également aux campagnes de sensibilisation du grand public à la violence contre la communauté LGBT, ainsi qu'aux interventions dans le cadre judiciaire.
La présence de la fondation s'est étendue depuis sa création en janvier 2003 à Montpellier à l'ensemble du territoire français, avec des délégations dans la plupart des grandes villes du pays. Reconnue d'utilité publique en 2010, elle propose 180 places d'hébergement en 2022, en s'appuyant sur une équipe de 400 bénévoles et 145 salariés. Cette année-là, elle présente un budget de six millions d'euros, issus à 80 % de dons de particuliers et d'entreprises.
À partir de 2020, la fondation connait une crise interne majeure après des accusations de mauvaise gestion et surtout de harcèlement moral et sexuel à l'encontre de son fondateur et président Nicolas Noguier et de son directeur général Frédéric Gal. Ceux-ci démissionnent en 2021 après leur mise en examen. Une nouvelle direction, menée par les anciens députés Michel Suchod et Pacôme Rupin, s'efforce depuis de redresser l'organisation.

## Histoire

### Création et développement en France
Le Refuge est créé sous forme d'association à Montpellier en janvier 2003 par Nicolas Noguier, qui s'inspire alors de structures similaires existant au Royaume-Uni. Sa mission première est de venir en aide aux jeunes homosexuels victimes de discrimination, en particulier ceux exclus par leur famille, à qui elle fournit un hébergement d'urgence.
L'association crée le prix « Initiatives contre l’homophobie et la transphobie » en 2012, en partenariat avec l'institut Randstad. Remis chaque année, il récompense les initiatives d'associations menant des actions de communication ou de sensibilisation sur le sujet ou sur la prévention du mal-être et du suicide chez les jeunes LGBT. Son jury se compose de jeunes bénéficiaires du Refuge, de membres de sa direction et de celle de Randstad, ainsi que de personnalités extérieures issues du monde des médias, de la politique ou de la culture. En ont ainsi fait partie l'élu parisien Jean-Luc Romero-Michel, l'écrivaine Nina Bouraoui ou le rédacteur en chef du magazine Têtu, Albin Serviant.
En 2014, le site d'information Rue89 évoque des manquements dans la protection et le soutien apportés aux jeunes bénéficiaires, avec des cas de pensionnaires mis à la porte, d'un bénévole condamné pour abus sexuel sur mineurs ou de conditions d’hébergement insalubres. Le média s'interroge également sur la destination des dons.
L'association LGBT suisse Dialogai s'inspire des actions de la fondation pour créer en 2015 une structure similaire, mais sans lien direct : Le Refuge Genève. Comme dans les antennes françaises, cette structure genevoise sert de lieu d'accueil pour les jeunes LGBT rejetés par leurs familles, mais assure aussi médiation familiale et interventions en milieu scolaire. Elle ouvre un second lieu à Neuchâtel en 2023.
Le Refuge change de statuts pour devenir une fondation le 14 mars 2020. Cela lui permet de pérenniser son action en entérinant sa professionnalisation, avec notamment une plus grande transparence vis à vis des donateurs privés.

### Démissions de Nicolas Noguier et Frédéric Gal

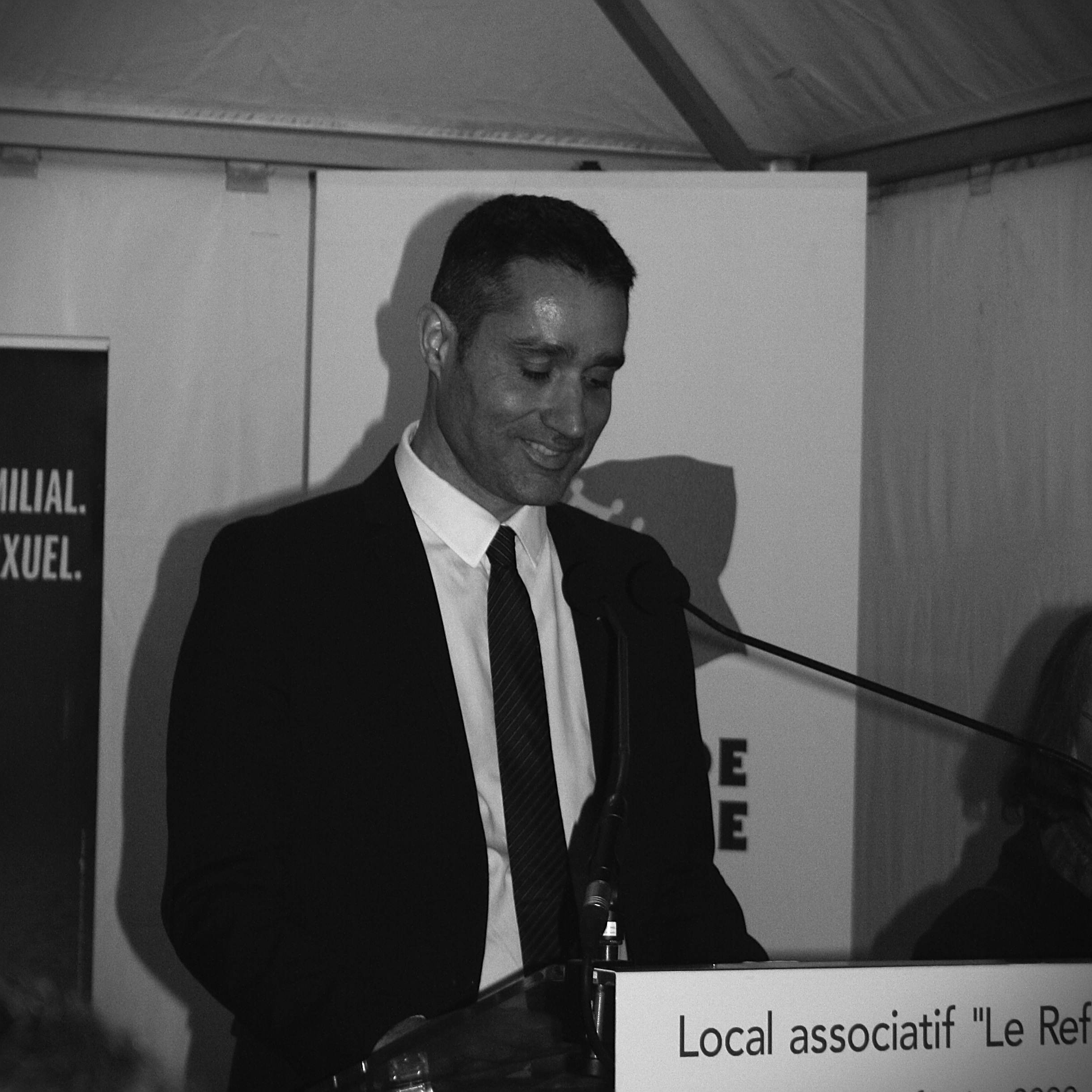
Nicolas Noguier en 2020.

En décembre 2020, le journal Mediapart fait part à son tour « d'une prise en charge défaillante des jeunes » et divulgue des témoignages « mettant gravement en cause la direction »,. Une centaine de personnes seraient ainsi parties de la fondation en moins d’un an en dénonçant un « management par la terreur ». Le journal s'interroge également sur la stratégie financière de la fondation alors que seuls 46,8 % des fonds collectés sont fléchés vers la mission sociale, poussant d'ailleurs la vice-présidente de l'époque à ne pas signer les comptes de l'année 2017. Dans la foulée, le ministère de l'Intérieur avait diligenté une enquête. La direction de l'association annonce se mettre en retrait le temps d'un audit interne. D'anciens membres, très critiques, estiment cette démarche insuffisante,. La métropole de Montpellier suspend mi-décembre 2020 la subvention accordée au Refuge « dans l’attente d’une clarification de gouvernance ». Le président Nicolas Noguier démissionne, et Frédéric Gal quitte ses fonctions de directeur général le 18 février 2021, après que le rapport d’un « cabinet extérieur et indépendant », le Boston Consulting Group (BCG), fait état de « dysfonctionnements structurels imposant une réaction forte et urgente ».

« La Fondation n’a pas su professionnaliser sa gestion, formaliser son fonctionnement, ni mettre en place une gouvernance équilibrée. De ce fonctionnement “artisanal” résulte une grande hétérogénéité selon les périodes et les géographies, avec des dysfonctionnements structurels pouvant exposer salarié·e·s, bénévoles et jeunes à des situations qui semblent incompatibles avec la mission du Refuge. »

 BCG estime que « un certain nombre de faits graves », à caractère sexuel selon Mediapart, devraient faire l'objet de suites judiciaires. Le parquet de Montpellier ouvre une enquête préliminaire après qu'une plainte pour viol est déposée collectivement contre Nicolas Noguier par l’Association de défense des ancien.ne.s du Refuge,. Nicolas Noguier qualifie ces accusations de « calomnieuses ». Visés par plusieurs plaintes, notamment pour agressions sexuelles, Nicolas Noguier et Frédéric Gal sont placés brièvement en garde à vue en janvier 2022. Nicolas Noguier est mis en examen pour viol, harcèlement moral, harcèlement sexuel, travail dissimulé et atteinte sexuelle,,. Après l'annonce de cette mise en examen, de nouveaux témoignages affluent,.
En avril 2022, Mediapart révèle qu'au risque d'enfreindre le contrôle judiciaire qui leur interdit « d’exercer une activité impliquant un contact habituel avec des mineurs ou des personnes vulnérables », Frédéric Gal continue ses interventions en milieu scolaire au sein d'une structure nommée Refuge Formation (associée à la marque CielArko Formation, et indépendante de la fondation Le Refuge) qui avait obtenu un agrément du ministère de l'éducation nationale en juillet 2020, et Nicolas Noguier gère une autre association nommée La Famille au grand cœur, qui vient en aide à des réfugiés LGBTI+. Cette violation du contrôle judiciaire est à nouveau dénoncée en juillet 2024.
La fondation Le Refuge est néanmoins condamnée pour « licenciement sans cause réelle ni sérieuse » par le conseil des prud'hommes de Montpellier concernant le licenciement de Frédéric Gal. Ce verdict s'ajoute à quatre cas précédents de licenciements abusifs par la direction du Refuge, où d'autres salariés avaient également remporté leur procès en première instance (dont un pour discrimination sexuelle).

### Depuis 2021: nouvelle direction

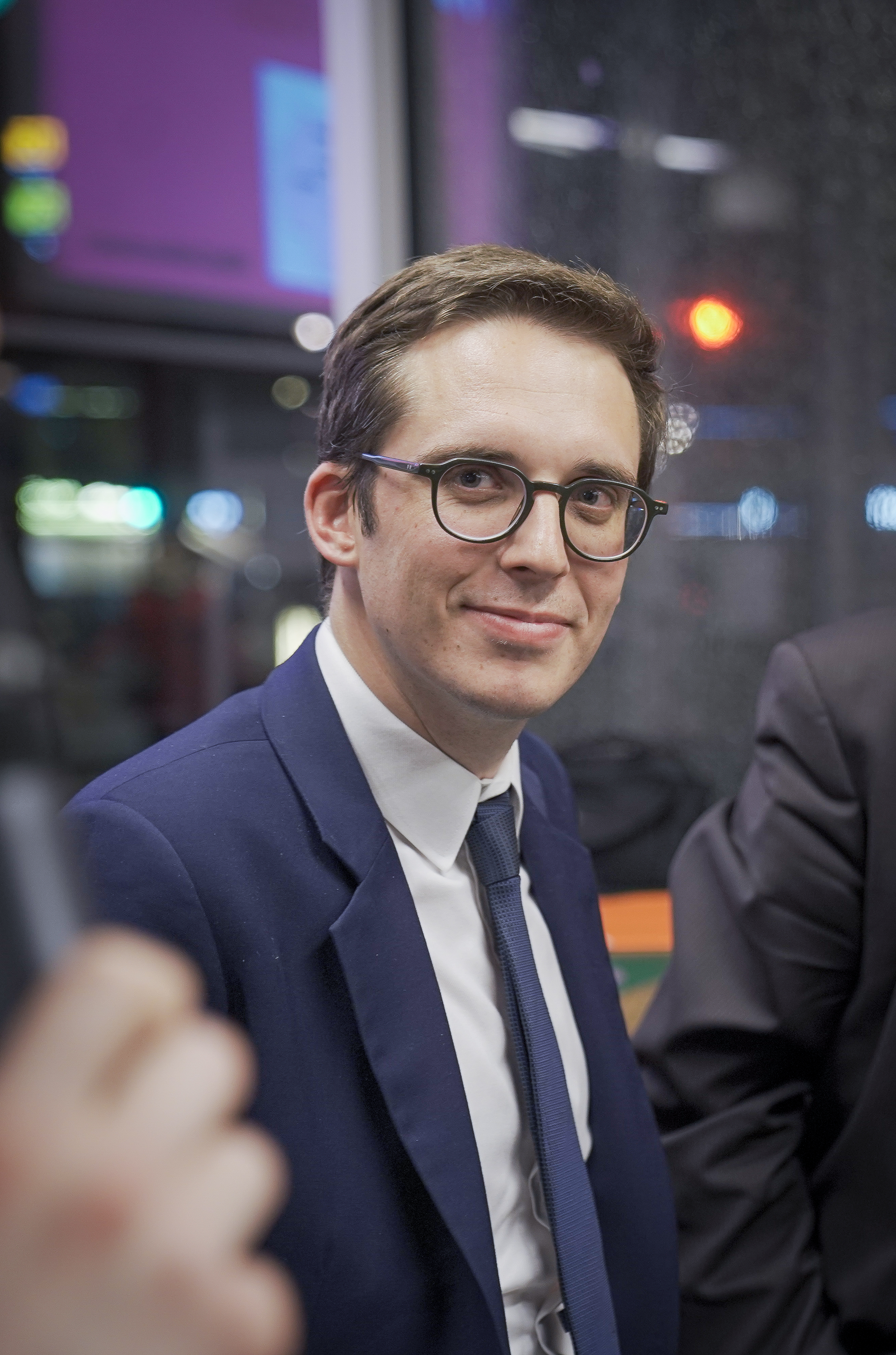
Pacôme Rupin, actuel directeur général de la fondation Le Refuge, en 2019.

Le 28 février 2021, le conseil d'administration du Refuge élit l'ancien député Michel Suchod comme président de transition. Son mandat consiste à professionnaliser la fondation et la remettre sur les rails tout en préparant l'élection d'une nouvelle gouvernance. Une nouvelle directrice générale, Sophie Delannoy, ancienne magistrate des tribunaux de commerce et dirigeante associative, est nommée en mai. Parmi les solutions mises en œuvre pour identifier et aider les victimes supposées et apaiser les relations au sein de la fondation, elle crée une ligne d'écoute ouverte aux bénévoles et salariés. Elle lance également un service de formation des bénévoles, avec des modules obligatoires et continus.
Néanmoins, la transition est difficile pour la nouvelle équipe qui subit en 2022 le mécontentement du conseil d'administration, qui lui reproche de ne pas avoir atteint ses objectifs. Plusieurs membres de la direction mettent en cause le nouveau conseil d'administration dont ils dénoncent les méthodes brutales. La fondation opère alors un rapprochement avec le Groupe SOS, une association dédiée à l'entrepreneuriat social, qui y place certains de ses cadres. C'est à cette occasion que l'ancien député Pacôme Rupin reprend la direction de la fondation, en janvier 2023. Restant statutairement indépendante, cela lui permet de bénéficier de services mutualisés, comme ceux d’une expertise comptable, financière et juridique.
L'année suivante, Le Refuge prend une participation de 49 % dans le magazine Têtu dédié à la communauté LGBT, alors en redressement judiciaire. Le Groupe SOS, déjà actionnaire minoritaire du magazine, prend possession des 51 % restants. Pacôme Rupin devient directeur de la publication et Têtu est transformé en entreprise à mission, se dotant statutairement d'une finalité sociale en plus de son but lucratif.

## Activités

### Accueil des jeunes LGBT
La fondation Le Refuge est reconnue d'utilité publique et a principalement pour but d'accueillir les jeunes LGBT de 14 à 25 ans victimes d'homophobie, de biphobie et de transphobie, éventuellement après une décision de placement par le juge des enfants, et de leur offrir un hébergement d'urgence ainsi qu'un accompagnement social, médical et psychologique. Elle est pour cela conventionnée par la délégation interministérielle à la lutte contre le racisme, l'antisémitisme et la haine anti-LGBT. Le temps d'accompagnement varie d'un jeune aidé à l'autre, mais dure en moyenne huit mois à un an, période durant laquelle une aide à la reprise d'un emploi ou d'une formation est aussi proposée.
Depuis le milieu des années 2010, la fondation accueille une proportion croissante, estimée à 40 % en 2018, de jeunes migrants ayant fui leur pays d'origine à cause de leur orientation sexuelle. Elle est, à ce titre, habilitée par l'Office français de protection des réfugiés et apatrides pour accompagner des demandeurs d'asile LGBT depuis 2018.
La structure gère une ligne d'écoute conventionnée par le ministère de l'Intérieur, qui est disponible 24h/24[source insuffisante]. La Fondation propose aussi aux jeunes qui le souhaitent des actions de médiation visant à essayer de renouer les liens rompus avec la famille[réf. nécessaire].

### Actions de sensibilisation
Le Refuge organise différents types d'actions sur le territoire français pour sensibiliser le public à la violence contre la communauté LGBT. Il intervient en particulier lors d'événements liés au mouvement LGBT comme la journée mondiale contre l'homophobie, la transphobie et la biphobie ou la marche des fiertés, en organisant des conférences, spectacles ou expositions.
Le Refuge commande régulièrement des sondages pour évaluer le rapport du public au mouvement LGBT ou à la LGBTphobie. Dans un sondage réalisé par BVA pour Le Refuge en 2022, 67 % des Français se déclarent ainsi favorables à ce que l'État s'implique plus fortement dans la lutte contre les LGBTphobies en milieu scolaire. Ce résultat est salué par des magazines spécialisés comme Têtu, qui y voit une résistance de la population française à la propagande anti-LGBT de l'extrême droite, même si les taux accusent une baisse de quelques points. À l'inverse, un sondage du même institut publié l'année suivante souligne la persistance des discriminations dans la société, comme dans les mondes du travail ou du sport. Cela malgré une perception des personnes LGBT s'étant considérablement améliorée depuis l'adoption de la loi sur le mariage pour tous.
La fondation Le Refuge a lancé plusieurs campagnes vidéo volontairement choquantes, sur le même modèle que celles utilisées par la délégation à la sécurité routière pour sensibiliser le public aux accidents de la route. Ces campagnes visent à mettre en lumière la réalité des violences LGBTphobes, qui vont du rejet au harcèlement et à la violence physique. Dans l'une de ces campagnes publiées en 2019, on suit ainsi Théo, un jeune homosexuel insulté et passé à tabac dans la cour de son lycée puis chassé de son foyer par son père.

### Interventions dans le cadre judiciaire
Depuis le 13 juin 2012, Le Refuge est conventionné par la Direction de la protection judiciaire de la jeunesse (DPJJ) pour l'élaboration et la mise en œuvre d'actions visant à lutter contre les discriminations relatives à l'identité de genre. Le Refuge s'engage aussi auprès de la DPJJ à intervenir aussi bien auprès des mineurs sous protection judiciaire que des professionnels, en lien avec l'école nationale de protection judiciaire de la jeunesse. Le Refuge figure dans la liste des associations représentées à l'Observatoire national du suicide.

## Organisation

### Structure
Le Refuge est créée en 2003 sous la forme d'une association loi de 1901. Il est présidé par Nicolas Noguier et dirigé par Frédéric Gal jusqu'à leur démission en février 2021. Ils sont respectivement remplacés par l'ancien député Michel Suchod et la dirigeante associative Sophie Delannoy dans les mois suivants. Cette dernière est à son tour remplacée par l'ancien député Pacôme Rupin en janvier 2023. L'association est reconnue d'utilité publique en 2011.
Devenue fondation en 2020, elle dispose de dix-sept délégations départementales réparties sur le territoire français, gestionnaires de dispositifs d'hébergement temporaire et d'accompagnement psychologique et social. Elle a également créé deux dispositifs spécifiques : un pour l'accompagnement des mineurs à partir de 14 ans à Aujargues, dans le Gard, et un pour l'aide aux jeunes réfugiés LGBT à Angers. La fondation organise un réseau de correspondants-relais dans les départements où elle ne propose pas d’hébergement et d’accompagnement[réf. nécessaire].
En 2022, Le Refuge a reçu 1 400 demandes d'hébergement pour 180 places en France. Il s'appuie sur une équipe de 400 bénévoles et 145 salariés, dont quarante travailleurs sociaux.

### Financements
La fondation Le Refuge a présenté un budget de six millions d'euros en 2022. Elle est financée à 80 % par des dons privés d'entreprises et particuliers. Elle reçoit également des subventions publiques, avec par exemple 500 000 euros du Conseil régional d'Île-de-France ayant servi à l'achat d'un local parisien en 2019 ou une allocation annuelle de la mairie de Paris. Le gouvernement finance aussi une partie de son activité, notamment dans le cadre d'aides exceptionnelles pour l'hébergement d'urgence.

## Critiques
En 2007, le magazine Têtu relève le manque de conviction de bénévoles de cette association envers la cause homosexuelle, et en 2014, Rue89 évoque les cas de jeunes mis à la porte, d'un bénévole condamné pour abus sexuel sur mineurs, pointe du doigt des conditions d’hébergement insalubres et s'interroge sur la destination des dons, accusations auxquelles l'association a répondu via son site internet.
Le Refuge est critiqué pour avoir reçu certaines personnalités politiques opposées aux revendications LGBT, notamment Christine Boutin en 2012, et  Valérie Debord, porte-parole Les Républicains et proche de « Manif pour tous », en 2016.
En 2017, l'association est accusée d'avoir menti à propos de la mort d'un de ses anciens pensionnaires en prétendant qu'il s'était suicidé après le rejet de son homosexualité par ses parents, une théorie reprise par de très nombreux médias,. Après l’autopsie, le vice-procureur d'Albertville retient néanmoins la thèse d'un accident. L'association attaque Rue89 en justice pour diffamation mais est déboutée.
En 2017, l'association blâme fortement l'émission Touche pas à mon poste ! ainsi que son présentateur Cyril Hanouna à la suite d'une séquence piégeant plusieurs homosexuels. Nicolas Noguier, président de l'association Le Refuge, affirme alors que l'un des interlocuteurs piégés avait été identifié et mis à la porte par ses parents, et qu'il avait contacté Le Refuge dans un « état de détresse épouvantable ». David Perrotin, journaliste chez BuzzFeed News, montre que la version présentée par l'association souffre de nombreuses incohérences. À la suite de cette affaire, la société de production de Cyril Hanouna, H2O, annonce avoir déposé une plainte en diffamation contre Nicolas Noguier ainsi que deux autres plaintes contre X pour « dénonciation calomnieuse » et « diffusion de fausses nouvelles ». L'audience à la suite de la plainte en diffamation a lieu à Paris le 24 mai 2019. Le Refuge y confirme qu'il n'y avait pas eu « d'appel de détresse » et plaide la bonne foi,,. La veille de l’audience, Nicolas Noguier s'excuse auprès de C8 et de Cyril Hanouna, ajoutant qu'il sait qu'il pourra « bénéficier, comme par le passé, du soutien de Cyril Hanouna et C8 pour poursuivre la lutte contre l’homophobie et les en remercie »; H2O retire sa plainte pour diffamation.
En 2022, la Fondation fait une campagne de communication en se basant sur un site internet qu'elle dénoncerait pour son homophobie. À la suite de cette campagne et de l'aveu d'avoir inventé un site pour faire réagir, Christophe Beaugrand fait ses excuses pour la communication maladroite qui a suscité de nombreux signalements inutiles sur la plate-forme PHAROS, en tweetant : "Quand on se bouge, parfois on peut se tromper. Désolé encore".

## Relais dans la culture et les médias

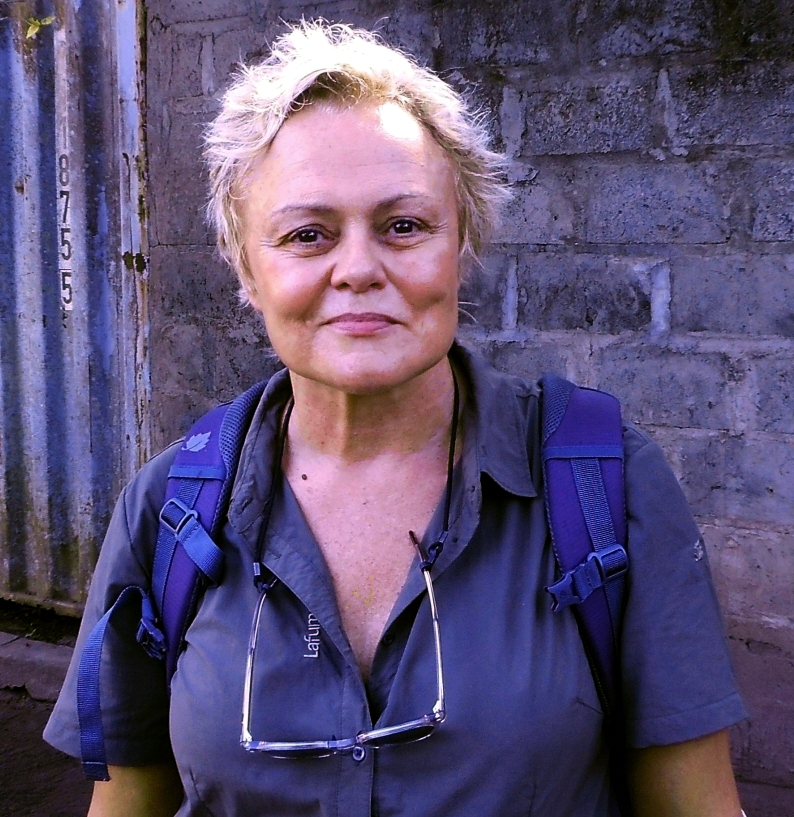
Muriel Robin, ancienne marraine de la Fondation.

L'ancienne Miss France Sonia Rolland et Pascal Petit réalisent en 2014 le documentaire Homosexualité : du rejet au Refuge, tourné en immersion dans les délégations et antennes du Refuge à Paris, Avignon, Marseille et Montpellier. Ils y recueillent les témoignages de jeunes aidés par la fondation, mais aussi ceux de parents ou de bénévoles.
L'année suivante, l'auteur-compositeur-interprète Christophe Madrolle sollicite les jeunes et bénévoles de différentes délégations et antennes pour recueillir leurs textes avant de les assembler. Le résultat mis en musique s’intitule Grandir en paix. C'est un hymne destiné à donner de la visibilité à la structure et dont les bénéfices liés à l'exploitation permettent de soutenir financièrement l’association.
En 2023 sort au cinéma L'Arche de Noé, avec Valérie Lemercier et Finnegan Oldfield. S'inspirant librement des actions du Refuge, le film raconte le quotidien d'une association recueillant des jeunes LGBT rejetés par leur famille, à travers le regard de ses membres et de ses bénéficiaires. Le réalisateur, Bryan Marciano, s'est d'ailleurs immergé plusieurs mois au sein de la fondation avant de lancer le projet.

### Parrainages et soutiens
La fondation Le Refuge bénéficie du soutien de personnalités qui s'en font le relai dans les médias et participent à sa notoriété. L'humoriste Muriel Robin s'est ainsi engagée auprès de l'association pour en devenir la marraine en 2017. En 2020 sort un double album, Comme ils disent, comprenant quarante-cinq titres évoquant l'homosexualité et interprétés par des artistes comme Calogéro, Eddy de Pretto ou Angèle. Pour chaque vente, un euro est reversé au Refuge. La fondation est aussi régulièrement la bénéficiaire des récompenses de jeux télévisés auxquels participent des personnalités, comme lorsqu'elle a été soutenue par Claire Chazal et Nicolas Sirkis dans Qui veut gagner des millions ? ou Roselyne Bachelot et Françoise Laborde dans Fort Boyard.

### Documents
- « Etude de notoriété et d'image. Sondage de l’Institut CSA pour Le Refuge » [PDF], novembre 2013
- Boston Consulting Group, « Diagnostic de situation de la Fondation Le Refuge » [PDF], 18 février 2021